# Sanctuaires Kamo

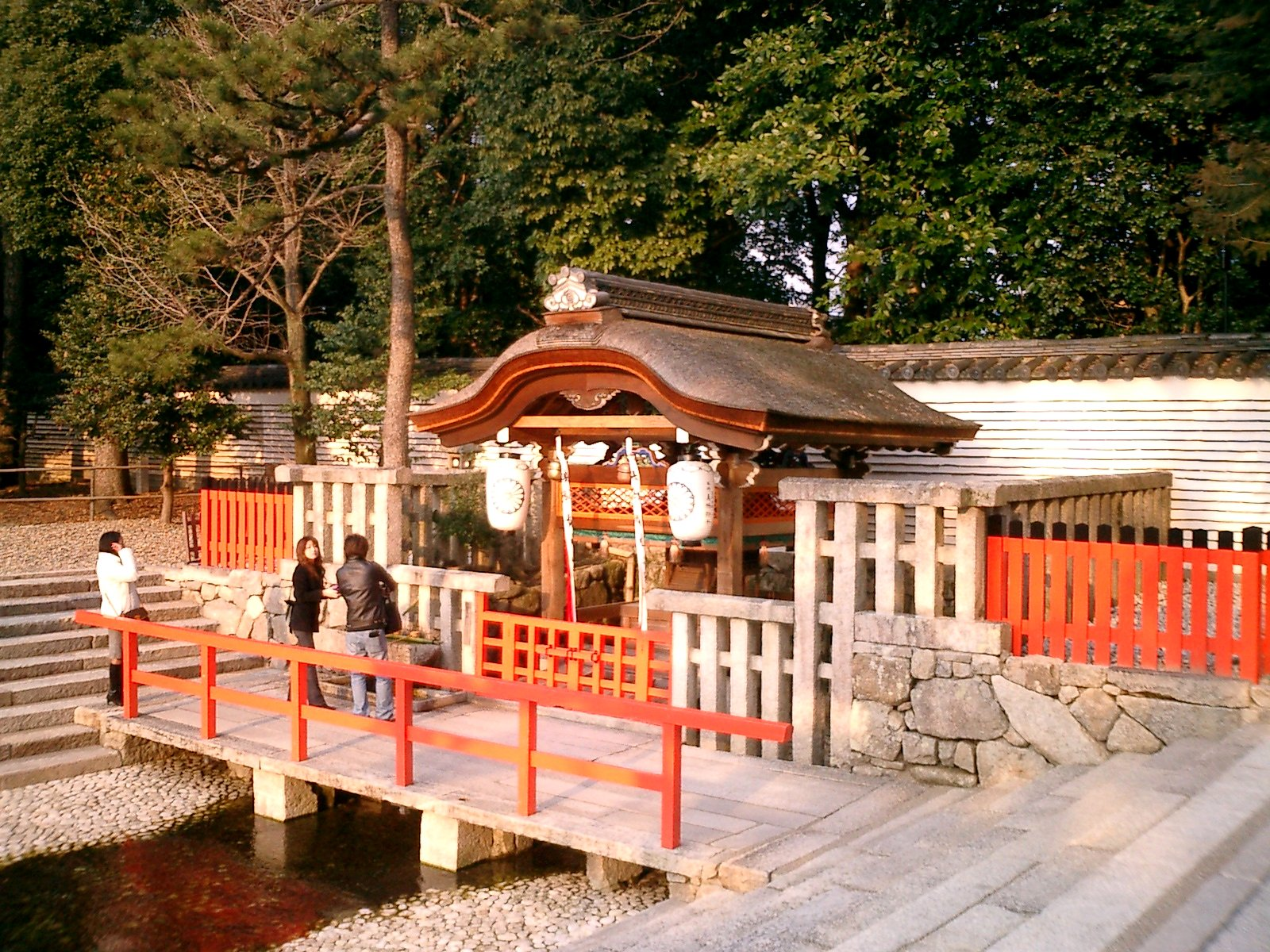
Shimogamo-jinja.

Les sanctuaires Kamo (賀茂神社, Kamo-jinja) Kamigamo-jinja (上賀茂神社, « sanctuaire Kamo supérieur ») et Shimogamo-jinja (下鴨神社, « sanctuaire Kamo inférieur ») sont une paire de sanctuaires shinto de Kyōto, au Japon. Ils comptent parmi les plus vieux du pays et sont tous deux dédiés à Kamo Wake-ikazuchi, le kami du tonnerre. Ils sont classés monuments historiques de l'ancienne Kyōto et font partie de la liste du patrimoine mondial de l'UNESCO.
Kamo no Nagatsugu (1139-1172 ou 1173), le père du poète Kamo no Chōmei, officia en tant que supérieur au Shimogamo-jinja (下鴨神社, sanctuaire Kamo inférieur).